# La Danse des hommes
Pour plus de détails, voir Fiche technique et Distribution.
La Danse des hommes (Dilhiroj) est un film ouzbek réalisé par Youssoup Razykov, sorti en 2002.

## Fiche technique
- Titre : La Danse des hommes
- Titre original : Dilhiroj
- Réalisation : Youssoup Razykov
- Scénario : Youssoup Razykov et Erkin Agzam
- Production : Murad Muhammad Dost
- Musique : Dzamsid Izamov
- Photographie : Khatam Faiziyev
- Montage : Olga Morova
- Direction artistique : Babur Ismailov
- Sociétés de production : Studios de Tachkent, Uzbekfilm
- Pays d'origine :  Ouzbékistan
- Langue originale : ouzbek
- Format : couleurs
- Genre : drame
- Durée : 77 minutes

## Distribution
- Aliser Chamraev
- Zakir Mukhamedzhanov
- Sevinc Muminova
- Tuti Yusupova